# Full body
É denominado full body o tipo de treinamento físico em que o atleta exercita todos os músculos do corpo num mesmo treino.
Os adeptos desse tipo de treinamento geralmente fazem treinos infrequentes, treinando apenas de três em três dias ou até mesmo de sete em sete, visto que trabalha todos os músculos do corpo e isso requer um tempo maior de descanso para que seja feita a total recuperação muscular.